# Hadda Beggar
Hadda Beggar (aussi Hadda El Khencha), née le 21 janvier 1920 dans les environs de Souk Ahras et morte en janvier 2000 à Annaba, est une chanteuse et interprète algérienne du chant bédouin de l'Est. Elle a vécu entre Tiffech, Boukhadra et Annaba. Une citadelle de la musique Chaoui, qui à la fin de sa vie, était dans l'adversité totale, misère et maladie.

## Biographie
Née en 1920 chez les béni Barbar, dans les environs de Souk Ahras, elle fut l'une des premières femmes à chanter pour les femmes et pour les hommes à la différence des chanteuses des villes d'avant l'indépendance qui possédaient des orchestres strictement féminins.
Cette chanteuse qui fit les campagnes et les principales villes algériennes avait eu un destin particulier dans le sens qu'elle était stérile et divorcée par deux fois. Mariée à un homme âgé sans son consentement à l'âge de 12 ans, par sa mère, elle-même chanteuse, elle s'enfuit du foyer conjugal pour mener une vie aventureuse en animant les fêtes familiales jusqu'à ce qu'elle rencontre, à l'âge de 20 ans, l'homme qui allait bouleverser sa vie: son flûtiste et son futur époux, Brahim Bendabêche, qu'elle vit, pour la première fois, à la fin d'une fête de mariage près d'El Mechrouha. Beggar Hadda qui resta longtemps un mystère parce qu'elle refusa de voir sa photo sur les pochettes de ses disques, avait fait ses débuts avec les Guessabas de Boukebche.
Après une carrière de plus de 50 ans, ignorée par la presse et la télévision, jusqu'en 1990, elle s'installa définitivement à Annaba. Celle qui s'est imposée comme la continuatrice du grand Djarmouni fera une dernière apparition en 1992 au cours de l'émission d'Abdelkrim Sekkar, Bonsoir Culture.
Elle a chanté la vie, l'amour et ces peines et reste connue par sa célèbre chanson Ya baba sidi.
En janvier 2000, Beggare a eu une fin triste, elle est morte  mendiante et a perdu la raison, dans la rue à Annaba.

## Œuvres
- Ya Djebel Boukhadra
- el Jandi Khoya
- Mdinet Annaba
- Tareg Tebessa
- Demmou Sayeh
- Trane Erraba
- Bir'hamouda
- Rakeb Lazreg
- Amma Brassek
- Baba Sidi
- Lesmar Nechkilou
- Tiri Lakhdar
- Hazi ayounek
- Laamor jdid
- Lazrag Neguel
- Farkh lahmam

## Hommages
Hadda ya Hadda est une pièce autobiographique de la chanteuse réalisée au théâtre régional de Constantine , elle a été écrite par Djallel Khachab et mise en scène par Sonia et Habal Boukhari.

## Décorations
- Djadir de l'ordre du Mérite national d'Algérie.